# Ian Sloan (hockey sur gazon)
Ian Sloan né le 19 novembre 1993 dans le Comté de Tyrone en Irlande du Nord, est un joueur de hockey sur gazon irlandais (2011-2012), anglais et britannique (depuis 2015). Il évolue au poste de milieu de terrain au Wimbledon HC et avec les équipes nationales irlandaise (2011-2012), anglaise et britannique (depuis 2015),,,.

## Carrière

### Coupe du monde
- Top 8 : 2018

### Championnat d'Europe
- : 2017
- Top 8 : 2011, 2019, 2020, 2021